# Genetyllis oculata
Genetyllis oculata är en ringmaskart som beskrevs av McIntosh 1885. Genetyllis oculata ingår i släktet Genetyllis och familjen Phyllodocidae. Inga underarter finns listade i Catalogue of Life.